# (500455) 2012 TC205
(500455) 2012 TC205 es un asteroide perteneciente al cinturón de asteroides, descubierto el 21 de septiembre de 2012 por el equipo del Mount Lemmon Survey desde el Observatorio del Monte Lemmon, Arizona, Estados Unidos.

## Designación y nombre
Designado provisionalmente como 2012 TC205.

## Características orbitales
2012 TC205 está situado a una distancia media del Sol de 2,435 ua, pudiendo alejarse hasta 2,813 ua y acercarse hasta 2,057 ua. Su excentricidad es 0,155 y la inclinación orbital 8,614 grados. Emplea 1388,07 días en completar una órbita alrededor del Sol.

## Características físicas
La magnitud absoluta de 2012 TC205 es 18,1. 